# Уърт (окръг, Айова)
Окръг Уърт (на английски: Worth County) е окръг в щата Айова, Съединени американски щати. Площта му е 1041 km², а населението - 7909 души (2000). Административен център е град Нортуд.